# روبرتو
روبرتو (بالبرتغالية: Roberto Heuchayer‏) هو لاعب كرة قدم برازيلي في مركز الدفاع، ولد في 4 ديسمبر 1990 في Picos ‏ في البرازيل. لعب مع أتلتيكو باراناينسي وريد بل براغانتينو ونادي إيكاسا ونادي باهيا دي فيرا ونادي باهيا ونادي فلومينينسي دي فييرا ونادي فيروفياريا ونادي ناوتيكو.

## وصلات خارجية
- روبرتو على موقع قاعدة بيانات كرة القدم.إي يو (الإنجليزية)
- روبرتو على موقع Soccerway.com (الإنجليزية)